# جيمس روبرت براون
جيمس روبرت براون هو فيلسوف كندي، ولد في 1949 في مونتريال في كندا.